# چوریزو
چوریزو از اسپانیایی; (تلفظ اسپانیایی: [t͡ʃoˈɾiθo] یا تلفظ اسپانیایی: [-so]) یک نوع سوسیس گوشت خوک می‌باشد. به‌طور سنتی آن را با استفاده از روده طبیعی درست می نمایند، که یک روش قدیمی از دوران روم باستان است.
در اروپا چوریزو، یک نوع سوسیس تخمیر یافته حفاظت شده دودی است که ممکن است به صورت قطعه قطعه و خام مصرف شود.یا به عنوان یک ماده برای اضافه کردن عطر و طعم به غذاهای دیگر به کار برده شود. در جای دیگر برخی از سوسیس‌هایی که به عنوان چوریزو به فروش می رسد ممکن است تخمیر شده و حفاظت شده نباشند و قبل از خوردن نیاز به پخت داشته باشند. چوریزوی اسپانیایی و چوریزوی پرتقالی مشخصه دودی بودن و رنگ تند قرمز خود را از فلفلهای قرمز خشک دودی می‌گیرند(pimentón/pimentão).
بنا بر به سنت‌های آشپزی و هزینه فلفل قرمز وارداتی اسپانیایی دودی ،چوریزوی مکزیکی معمولاً با فلفل چیلی بومی از همان گونه Capsicum annuum ساخته می‌شود.، گرچه به ندرت در آشپزی مکزیکی استفاده شده ولی به‌طور گسترده در رستورانهای آمریکایی مکزیکی مورد استفاده قرار می‌گیرد. در سبک آشپزی آمریکایی_اسپانیایی ،سرکه را به جای الکل سفید که دراسپانیا استفاده می‌شود اضافه می‌کنند.
چوریزو می‌تواند به صورت تکه شده در ساندویچ ، کبابی ، سرخ شده یا جوشانده در مایعات شامل مشروب آب سیب یا در دیگر نوشیدنیهای الکلی قوی مانند aguardiente مصرف شود.
همچنین می‌تواند به عنوان یک جایگزین جزئی برای گوشت گاو چرخ کرده یا خوک استفاده شود.

## نامها
آستوریانی: chorizu (تلفظ آستوریان: [tʃoˈɾiθu])
باسکی: [(txorizo ([tʃoˈɾis̻o
کاتالونیایی: xoriço (تلفظ کاتالان: [ʃuˈɾisu])
گالیسیایی: [(chourizo ([tʃowˈɾiθo
پرتغالی: chouriço (تلفظ پرتغالی:[ʃoˈɾisu])
اسپانیایی: chorizo (تلفظ اسپانیایی: [tʃoˈɾiθo] or تلفظ اسپانیایی: [tʃoˈɾiso])
ریشه کلمه چوریزو نامشخص است.قبلاً تصور می شد که از لغت لاتین salsicium به معنی نمک سود شده گرفته شده‌است . در انگلیسی معمولاً به صورت /tʃəˈri:zoʊ, -soʊ/ تلفظ می‌شود .در تلفظهای غیر انگلیسی ، گاهی همراه با /tʃəˈri:θoʊ/ شنیده شده ،که از تلفظ اسپانیایی کاستیلینی تقلید شده‌است.